# Coptoclaviscinae
Ne doit pas être confondu avec une autre sous-famille de Coptoclavidae, les Coptoclavinae.
Sous-famille
Les Coptoclaviscinae forment une sous-famille éteinte de coléoptères du sous-ordre des Adephaga et de la famille éteinte des Coptoclavidae. 

## Classification
La sous-famille des Coptoclaviscinae est décrite en 2007 par Soriano, Ponomarenko & Delclos,.

### Fossiles
Les différentes espèces datent du Jurassique supérieur au Crétacé inférieur et ont été trouvées en Chine, Mongolia, en Russie, en Espagne et au Royaume-Uni. 

## Genres
Selon BioLib en 2023 :
- † Coptoclavisca Ponomarenko, 1987[3]

Selon Fossilworks en 2023 :
- † Coptoclavella ;
- †Coptoclavisca ;
- †Stargelytron[2]

### Publication originale
- [2007] (en) Soriano, C., Ponomarenko, A.G. et Delclòs, X, « Coptoclavid beetles (Coleoptera: Adephaga) from the lower Cretaceous of Spain: a new feeding strategy in beetles », Palaeontology, vol. 50,‎ 2007, p. 525–536 (DOI 10.1111/j.1475-4983.2007.00642.x).